# Christopher Espenschied
Christopher Espenschied (* 1967 in New York) ist ein amerikanisch-deutscher Pianist, Musikpädagoge und Komponist.

## Biografie
Espenschied war Schüler von Gerlinde Szelpal, Vlasta Ladic und Virginia Surloiu, bevor er ein Studium an der Musikhochschule Mannheim, zunächst bei Rudolf Meister, und dann größtenteils bei  Paul Dan begann. Parallel dazu studierte er an der Heinrich-Neuhaus-Akademie in München und Zürich bei Vera Gornostaeva (einer Schülerin von Heinrich Neuhaus) und Xenia Knorre. Im Rahmen des Studiums nahm er an internationalen Meisterkursen mit Vladimir Krainev, Daniil Shafran, Seymour Bernstein, Menahem Meir, Jewgeni Wassiljewitsch Malinin, Karl-Heinz Kämmerling, Roman Nodel und anderen Künstlern teil.
Neben seinem umfassenden solistischen Repertoire waren Kammermusikwerke und Liedliteratur Schwerpunkte seiner Arbeit, unter anderen mit den Gesangssolisten Daniela Denschlag, Anke Vondung, Nicola Beller Carbone, Geert Smits und Michael König sowie mit Mitgliedern der Berliner Philharmoniker, der Wiener Philharmoniker, der Heidelberger Sinfoniker, des WDR-Sinfonieorchesters Köln und der Staatsphilharmonie Rheinland-Pfalz.
Espenschied konzertierte in Deutschland, Frankreich, Italien, Spanien, Österreich, der Schweiz, Russland, Finnland, Schweden, Dänemark, Litauen und Thailand.
Er ist verheiratet mit der Mezzosopranistin Daniela Denschlag und hat zwei Kinder mit ihr.